# Ugo Panziera
Ugo Panziera, o Panciera, también conocido como Ugo da Prato (Pomarance, c. 1260-Tartaria, c. 1330), fue un teólogo, franciscano, misionero y escritor italiano.

## Biografía
Doctor en teología, ingresó en la rama laica de la Orden Franciscana, vistiendo el hábito algunos años antes de 1295.
Escribió epístolas, laudes de inspiración jacopónica y trece tratados espirituales de inspiración bonaventuriana .
Cercano a la corriente de los franciscanos espirituales, partió en misión hacia Oriente hacia 1302, junto con un grupo de frailes reunidos por Corrado da Offida ; permaneció en Tartaria y en particular en Pera hasta su muerte, acaecida hacia 1330, aunque las fuentes hagiográficas la sitúan en 1312, conmemorándolo el 5 de marzo como beato .

## Obras
- Trattati spirituali (en italiano). Firenze: Antonio Mischomini. 1492.
- Guasti, Cesare, ed. (1861). I cantici spirituali del beato Ugo Panziera (en italiano). Prato: Tipografia Guasti.